# 에드가르 바레토
에드가르 바레토(스페인어: Édgar Osvaldo Barreto Cáceres, 파라과이 아순시온, 1984년 7월 15일 ~)는 과거 중앙 미드필더로 뛰었던 파라과이의 전 축구 선수이다. 2004년부터 2011년까지 파라과이 축구 국가대표팀의 일원으로서 활약했다. 그의 형 역시도 프로 축구 선수생활을 하는 디에고 바레토이다.

## 수상 경력
파라과이 U-23
- 하계 올림픽-은메달 (1): 2004년